# Helena (Bataszowa)
Helena, imię świeckie Jelena Siergiejewna Bataszowa, imię zakonne małej schimy Eugenia (ur. 20 stycznia 1874 w guberni kałuskiej, zm. 1950 w Dermaniu) – rosyjska mniszka prawosławna, przełożona monasterów św. Mikołaja w Obyczu, Zaśnięcia Matki Bożej w Zimnem i Trójcy Świętej w Dermaniu. 

## Życiorys
Pochodziła z rodziny arystokratycznej. W 1891 wstąpiła jako posłusznica do monasteru św. Marii Magdaleny w Liwnach. Dziesięć lat później, będąc ciągle posłusznicą, została oddelegowana do monasteru św. Marii Magdaleny w Wilnie, gdzie pełniła funkcje zakrystianki, służki cerkiewnej, pracowała w kuchni i piekarni, kierowała przytułkiem dla sierot. Wieczyste śluby mnisze złożyła w monasterze św. Marii Magdaleny w Wochonowie (eparchia piotrogrodzka) 25 czerwca 1916, po tym, gdy siostry opuściły Wilno w obawie przed zbliżającą się linią frontu. Po zakończeniu I wojny światowej wróciła do dotychczasowego klasztoru. W czerwcu 1931 została mianowana przełożoną monasteru św. Mikołaja w Obyczu, jednak już w grudniu tego samego roku konsystorz diecezji wołyńskiej zdecydował o skierowaniu jej, w analogicznym charakterze, do monasteru Zaśnięcia Matki Bożej w Zimnem. W 1932 otrzymała godność ihumeni i została nagrodzona prawem noszenia złotego krzyża. Przełożoną monasteru w Zimnem pozostawała do 1939. Następnie zamieszkała w monasterze Trójcy Świętej w Dermaniu. Tam złożyła śluby mnisze wielkiej schimy, przyjmując imię Helena. W 1950 zmarła i została pochowana przy cerkwi św. Onufrego w Dermaniu. 
Siostra schiihumenii Niny (Bataszowej).